# Superliga Venezolana de Voleibol 2011
La Superliga Venezolana de Voleibol 2011 fue la primera edición del torneo de la máxima categoría de liga del voleibol venezolana conformada y fundada por 6 clubes deportivos. Comenzó el 5 de agosto de 2011 y finalizó el 6 de octubre de 2011. Huracanes de Bolívar logró coronarse y se convierte en el primer campeón de la liga, además disputará el Campeonato Sudamericano de Clubes de Voleibol Masculino de 2012 en Chile.

## Sistema de competición
Un total de 110 atletas formaron parte de esta competición que tuvo un formato de series dobles de partidos consecutivos, similar a la Liga Mundial de Voleibol.
Esta liga cuenta con un tabulador salarial (única Liga en Venezuela con este sistema) y se enmarca dentro del Sistema de Ligas Nacionales promovido por el Ministerio del Poder Popular para el Deporte. Una característica importante es que ante la gran cantidad de jugadores venezolanos disponibles para el evento aunado a la temporada de realización de la misma, esta competición contará solo con jugadores venezolanos.
El campeón de la Superliga será el representante de Venezuela en el Campeonato Sudamericano de Voleibol.
Se disputarán un total de sesenta (60) partidos en la ronda eliminatoria y hasta nueve (9) en las rondas semifinales y finales (clasifican a estas instancias los primeros cuatro clasificados en la ronda regular).

## Transmisión
En la primera temporada la transmisión de televisión estará a cargo de la Televisora Venezolana Social (TVES) por señal abierta y Directv Sports Venezuela por televisión paga o suscripción, además de una importante cobertura de televisoras locales y emisoras de radio.

## Equipos
| Equipos                                | Equipos   | Equipos     | Equipos  | Equipos                             | Equipos   | Equipos |
| Equipo                                 | Fundación | Sede        | Estado   | Pabellón                            | Capacidad |         |
| -------------------------------------- | --------- | ----------- | -------- | ----------------------------------- | --------- | ------- |
| Aragua Voleibol Club                   | 2011      | Maracay     | Aragua   | Gimnasio Rafael Romero Bolívar      | 4.000     |         |
| Huracanes de Bolívar                   | 2011      | Cd. Guayana | Bolívar  | Gimnasio Hermanas González          | 2.600     |         |
| Club Voleibol Industriales de Valencia | 2011      | Valencia    | Carabobo | Forum de Valencia                   | 10.000    |         |
| Mágicos de Caracas                     | 2011      | Caracas     | Caracas  | Gimnasio José Beracasa              | 5.000     |         |
| Varyná Voleibol Club                   | 2011      | Barinas     | Barinas  | Domo Bolivariano 5 de Julio         | 3.892     |         |
| Vikingos de Miranda                    | 2011      | Caracas     | Miranda  | Gimnasio José Joaquín Papá Carrillo | 3.500     |         |

### Tabla de Clasificación en la Ronda Eliminatoria
| Pos | Equipo       | JJ | JG | JP | Puntos |
| --- | ------------ | -- | -- | -- | ------ |
| 1   | Huracanes    | 20 | 16 | 4  | 46     |
| 2   | Varyná       | 20 | 14 | 6  | 42     |
| 3   | Industriales | 20 | 11 | 9  | 29     |
| 4   | Vikingos     | 20 | 7  | 13 | 25     |
| 5   | Aragua       | 20 | 7  | 13 | 19     |
| 6   | Mágicos      | 20 | 5  | 15 | 16     |

|  | Clasifica a la Semifinal |

## Semifinal
La semifinal se jugará con la participación de los 4 equipos con más puntos en la ronda eliminatoria a 3 partidos, quien gane 2 juegos pasa a la final.
|   | Fecha    | local        | Gimnasio          | visitante    | 1.er set | 2.º set | 3.er set | 4.º set | 5.º set | Resultado |
| - | -------- | ------------ | ----------------- | ------------ | -------- | ------- | -------- | ------- | ------- | --------- |
| A |          |              |                   |              |          |         |          |         |         |           |
|   | 26 de Se | Vikingos     | José Carrillo     | Huracanes    | (25-20)  | (14-25) | (20-25)  | (22-25) |         | 1:3       |
|   | 30 de Se | Huracanes    | Hermanas González | Vikingos     | (25-22)  | (21-25) | (25-20)  | (22-25) | (12-15) | 2:3       |
|   | 1 de Oct | Huracanes    | Hermanas González | Vikingos     | (25-14)  | (25-17) | (25-21)  |         |         | 3:0       |
| B |          |              |                   |              |          |         |          |         |         |           |
|   | 30 de Se | Industriales | Forum de Valencia | Varyná       | (19-25)  | (25-21) | (26-28)  | (25-12) | (19-17) | 3:2       |
|   | 1 de Oct | Varyná       | Domo Bolivariano  | Industriales | (15-25)  | (21-25) | (25-19)  | (26-28) |         | 1:3       |

## Final
La Final se jugará con la participación de los 2 equipos clasificados en la semifinal, a 3 partidos quien gane 2 juegos será campeón.
|   | Fecha    | local        | Gimnasio          | visitante    | 1.er set | 2.º set | 3.er set | 4.º set | 5.º set | Resultado |
| - | -------- | ------------ | ----------------- | ------------ | -------- | ------- | -------- | ------- | ------- | --------- |
|   |          |              |                   |              |          |         |          |         |         |           |
| 1 | 4 de Oct | Huracanes    | Hermanas González | Industriales | (25-12)  | (29-27) | (25-12)  |         |         | 3:0       |
|   |          |              |                   |              |          |         |          |         |         |           |
| 2 | 6 de Oct | Industriales | Forum de Valencia | Huracanes    | (25-27)  | (17-25) | (24-26)  |         |         | 0:3       |

| Huracanes de Bolívar Campeón |